# Eszenyi Dénes (labdarúgó, 1968)
Eszenyi Dénes, (Nyíregyháza, 1968. január 9. –) válogatott labdarúgó, csatár, edző.

## Pályafutása

### Klubcsapatban
1984 és 1986 között a Nyíregyháza ifjúsági csapatában játszott. 1986-ban igazolt az Újpesti Dózsához, ahol 1990-ben bajnoki címet szerzett a csapattal. 1992-ig 98 bajnoki mérkőzésen szerepelt és 29 gólt szerzett. 1992-ben a belga KV Mechelen együtteséhez szerződött.

### A válogatottban
1990 és 1994 között 12 alkalommal szerepelt a válogatottban és egy gólt szerzett.

## Sikerei, díjai
- Magyar bajnokság
  - bajnok: 1989–90, 1997–98
  - 2.: 1986–87, 1998–99
  - 3.: 1987–88
- Magyar kupa
  - győztes: 1987, 1992
- Magyar szuperkupa
  - győztes: 1992

## Statisztika

### Mérkőzései a válogatottban
| Magyarország | Magyarország         | Magyarország                     | Magyarország | Magyarország | Magyarország | Magyarország | Magyarország | Magyarország |
| #            | Dátum                | Helyszín                         | Hazai        | Eredmény     | Vendég       | Kiírás       | Gólok        | Esemény      |
| ------------ | -------------------- | -------------------------------- | ------------ | ------------ | ------------ | ------------ | ------------ | ------------ |
| 1.           | 1990. szeptember 5.  | Budapest, Megyeri úti Stadion    | Magyarország | 4 – 1        | Törökország  | barátságos   | -            | 80'          |
| 2.           | 1991. szeptember 11. | Győr, Rába ETO Stadion           | Magyarország | 1 – 2        | Írország     | barátságos   | -            | 75'          |
| 3.           | 1991. október 9.     | Székesfehérvár, Sóstói Stadion   | Magyarország | 0 – 2        | Belgium      | barátságos   | -            | 81'          |
| 4.           | 1991. október 30.    | Szombathely, Rohonci úti stadion | Magyarország | 0 – 0        | Norvégia     | Eb-selejtező | -            | 83'          |
| 5.           | 1991. december 4.    | León                             | Mexikó       | 3 – 0        | Magyarország | barátságos   | -            | 77'          |
| 6.           | 1991. december 8.    | San Salvador                     | Salvador     | 1 – 1        | Magyarország | barátságos   | -            |              |
| 7.           | 1992. március 25.    | Budapest, Népstadion             | Magyarország | 2 – 1        | Ausztria     | barátságos   | -            | 46'          |
| 8.           | 1992. május 27.      | Stockholm, Råsunda Stadion       | Svédország   | 2 – 1        | Magyarország | barátságos   | -            | 59'          |
| 9.           | 1992. június 3.      | Budapest, Népstadion             | Magyarország | 1 – 2        | Izland       | vb-selejtező | -            | 54'          |
| 10.          | 1993. március 31.    | Budapest, Népstadion             | Magyarország | 0 – 1        | Görögország  | vb-selejtező | -            |              |
| 11.          | 1993. május 29.      | Dublin, Lansdowne Road           | Írország     | 2 – 4        | Magyarország | barátságos   | -            | 46'          |
| 12.          | 1994. március 9.     | Budapest, Népstadion             | Magyarország | 1 – 2        | Svájc        | barátságos   | 1            | 46' 75'      |
|              | Összesen             |                                  |              | 12           | mérkőzés     |              | 1            | gól          |